# Lijst van Grand Prix-wedstrijden voor 1950
Dit is een lijst van Grands Prix en Grandes Épreuves die plaatsvonden (voordat het Formule 1-kampioenschap startte in 1950).

## Grands Prix gesorteerd op land

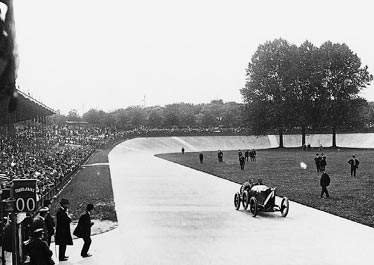
Georges Boillot wint de Grand Prix van Frankrijk, 1912 in Dieppe, Frankrijk

| Nr. | Race                            | Actieve jaren                                                          | Aantal races |
| --- | ------------------------------- | ---------------------------------------------------------------------- | ------------ |
| 1   | Grand Prix van België           | 1925, 1930-1931, 1933-1935, 1937, 1939, 1947, 1949                     | 10           |
| 2   | Grand Prix van Duitsland        | 1931-1932, 1934-1939                                                   | 8            |
| 3   | Grand Prix van Europa           | 1923-1928, 1930, 1947-1949                                             | 10           |
| 4   | Grand Prix van Frankrijk        | 1894, 1906-1908, 1912-1914, 1921-1927, 1929-1935, 1938-1939, 1947-1949 | 26           |
| 5   | Grand Prix van Groot-Brittannië | 1926-1927, 1948-1949                                                   | 4            |
| 6   | Indianapolis 500                | 1923-1930                                                              | 8            |
| 7   | Grand Prix van Italië           | 1921-1928, 1931-1938, 1947-1949                                        | 19           |
| 8   | Grand Prix van Monaco           | 1933-1937, 1948                                                        | 6            |
| 9   | Nations Grand Prix              | 1946, 1948                                                             | 2            |
| 10  | René le Bègue Cup               | 1946                                                                   | 1            |
| 11  | Grand Prix van San Sebastián    | 1926                                                                   | 1            |
| 12  | Grand Prix van Spanje           | 1927, 1933-1935                                                        | 4            |
| 13  | Grand Prix van Turijn           | 1946                                                                   | 1            |
| 14  | Grand Prix van Zwitserland      | 1935-1939, 1947-1949                                                   | 8            |

## Grandes Épreuves en Grands Prix per seizoen
- Races die schuingedrukt staan waren de Grand Prix van Europa in dat jaar.

### 1894–1914
| Ronde | 1894 | 1906 | 1907 | 1908 | 1912 | 1913 | 1914 |
| ----- | ---- | ---- | ---- | ---- | ---- | ---- | ---- |
| 1     | FRA  | FRA  | FRA  | FRA  | FRA  | FRA  | FRA  |

### 1921–1929
| Ronde | 1921 | 1922 | 1923 | 1924 | 1925 | 1926 | 1927 | 1928 | 1929 |
| ----- | ---- | ---- | ---- | ---- | ---- | ---- | ---- | ---- | ---- |
| 1     | FRA  | FRA  | 500  | 500  | 500  | 500  | 500  | 500  | 500  |
| 2     | ITA  | ITA  | FRA  | FRA  | BEL  | FRA  | FRA  | ITA  | FRA  |
| 3     |      |      | ITA  | ITA  | FRA  | SAN  | SPA  |      |      |
| 4     |      |      |      |      | ITA  | GBR  | ITA  |      |      |
| 5     |      |      |      |      |      | ITA  | GBR  |      |      |

### 1930–1939
| Ronde | 1930 | 1931 | 1932 | 1933 | 1934 | 1935 | 1936 | 1937 | 1938 | 1939 |
| ----- | ---- | ---- | ---- | ---- | ---- | ---- | ---- | ---- | ---- | ---- |
| 1     | 500  | ITA  | ITA  | MON  | MON  | MON  | MON  | BEL  | FRA  | BEL  |
| 2     | BEL  | FRA  | FRA  | FRA  | FRA  | FRA  | DUI  | DUI  | DUI  | FRA  |
| 3     | FRA  | BEL  | DUI  | BEL  | DUI  | BEL  | ZWI  | MON  | ZWI  | DUI  |
| 4     |      | DUI  |      | ITA  | BEL  | DUI  | ITA  | ZWI  | ITA  | ZWI  |
| 5     |      |      |      | SPA  | ITA  | ZWI  |      | ITA  |      |      |
| 6     |      |      |      |      | SPA  | ITA  |      |      |      |      |
| 7     |      |      |      |      |      | SPA  |      |      |      |      |

- Tijdens de Tweede Wereldoorlog werden alleen niet-kampioenschapsraces gereden, zie Grand Prix-seizoenen 1940-1945.

### 1946–1949
| Ronde | 1946 | 1947 | 1948 | 1949 |
| ----- | ---- | ---- | ---- | ---- |
| 1     | STC  | ZWI  | MON  | GBR  |
| 2     | NAT  | BEL  | ZWI  | BEL  |
| 3     | TOR  | ITA  | FRA  | ZWI  |
| 4     |      | FRA  | ITA  | FRA  |
| 5     |      |      | GBR  | ITA  |